# Mariana Prommel
Mariana Mosqueda Prommel (Buenos Aires, 30 settembre 1968 – Buenos Aires, 12 novembre 2021) è stata un'attrice e conduttrice televisiva argentina.

## Biografia
Cresciuta nel quartiere Villa Liniers di Buenos Aires, dai 7 ai 14 anni studiò piano, storia dell'arte, francese e danza, nella Escuela Nacional de Danzas di Buenos Aires. Successivamente studiò psicologia, che poi lasciò per dedicarsi al teatro, formandosi a Río Plateado, la scuola di teatro dove insegnava Hugo Midón. In seguito continuò a studiare teatro per sette anni con Agustín Alezzo.
La sua carriera fuori dal teatro inizia nel 1997, nel cortometraggio Kilómetro 22, e con la prima apparizione in una serie tv, Naranja y media. Dato il suo volto caratteristico, apparirà in numerose telenovele interpretando per lo più personaggi comici. Numerose altre telenovele seguirono negli anni successivi, in particolar modo da ricordare in Los Roldán e in Lobo. Nel 2013, pur continuando a recitare in serie televisive (Mi amor, mi amor), l'attrice, amante degli animali e della natura, se n'è andata a vivere nel sud della provincia, a Carmen de Patagones.
La Prommel ha condotto un programma televisivo di nome Para contarte mejor, andato in onda nel 2008 su Canal 3, tv via cavo della città di Viedma.
La Prommel ebbe una carriera ultratrentennale in teatro, avendo iniziato a recitare giovanissima. Nel 1991 fu autrice, assieme a Claudia Fontán e Pablo Ribot, dell'opera Desesperadamente…Armando, che vinse il primo premio alla "Bienal de Arte Joven". Il successo ricevuto le permise di lavorare per diversi anni prima al Centro Cultural Ricardo Rojas, dove compartiva le sale con attori come Alejandro Urdapilleta e Humberto Tortonese, e poi al Paseo La Plaza.
Successivamente nel 2004 fu sceneggiatrice e protagonista di ¿Quién es Janet?, assieme a Claudia Fontan e Carla Peterson, opera che fu premiata con il Premio ACE al miglior spettacolo umoristico.
Tra il 2011 e il 2013 è stata impegnata in Serena y la cooperativa, un'opera da lei scritta nella quale interpreta un personaggio della telenovela Mi amor, mi amor.
È morta di tumore alla mandibola nel 2021.

## Filmografia parziale

### Cinema
- Kilómetro 22, regia di Paula Hernández (1997)
- Herencia, regia di Paula Hernández (2001)

### Televisione
- Naranja y media - telenovela (1997)
- Verano del '98 - telenovela (1999-2000)
- Sol negro - serie TV (2003)
- Los Roldán - telenovela (2004-2005)
- Gladiadores de Pompeya - serie TV (2006)
- El capo - serie TV (2007)
- Los exitosos Pells - serie TV (2008)
- Incorreggibili (Consentidos) - telenovela (2009-2010)
- Historias de la primera vez - serie TV (2011)
- Lobo - telenovela (2012)
- Mi amor, mi amor - telenovela (2013)